# Somogyaszaló
Somogyaszaló es un pueblo ubicado en el distrito de Kaposvár, en el condado de Somogy, Hungría.

## Superficie
Posee una superficie de 22,12 kilómetros cuadrados.

## Demografía
Hasta 2019 la población era de 764 habitantes, con una densidad de población de 34,54 habitantes por kilómetro cuadrado.